# Tomás Hernández Mendizábal
Tomás Hernández Mendizábal (San Sebastián 1940 - 2021) fue un artista plástico, diseñador gráfico y cartelista español.
Creó los murales y carteles para el Festival Internacional de Cine  de San Sebastián, Carnavales de Tolosa, Festival de Jazz de San Sebastián, regatas de la Concha etc.
Además de su actividad artística, fue un dinamizador cultural siendo uno de los creadores del Gran Premio de Pintura Vasca y el Premio de Pintura Infantil de San Sebastián.

## Biografía y trayectoria profesional
Nació en San Sebastián y sintió la llamada del arte desde su  infancia.
Cursó estudios en la Escuela Mercadal con José Camps y Ascensio Martiarena.
En 1960 comenzó a trabajar como dibujante y diseñador en Gráficas Valverde. En 1964 realizó su primera exposición junto a Jesús Murua y José Antonio García Noriega en las salas del Club Guipúzcoa de San Sebastián.
Unos años después creó los murales y carteles para el Festival Internacional de Cine, labor que continuaría hasta 1976.
Tomás Hernández entendía  que el cartel era una forma de popularizar el arte y de crear una unión entre el pintor y el espectador. Su primer cartel lo realizó en 1965, publicando  un total de 180.
En 1968 participó en una exposición junto a  Carlos Sanz, Vicente Ameztoy y Ricardo Ugarte.
Paralelamente desplegó una febril actividad como dinamizador cultural de la ciudad desde la Asociación Artística de Guipúzcoa junto a  Rafael Munoa, Luis Martín Santos,  Amable Arias y José Antonio Sistiaga. 
Impulsó la creación del Gran Premio de Pintura Vasca, la Bienal de Escultura, la Semana Grande infantil y todo tipo de actividades culturales en San Sebastián.
Sus creaciones no tardaron en llegar a los museos –San Telmo, Diocesano, Bellas Artes de Bilbao, Zalduendo de Álava, Granada, Wiesbaden y Baiona–, aunque prosiguió con sus obras como cartelista.
En 1985 participó en la Exposición del Salón de las Naciones de París.
En su condición de artista polifacético, también investigó en la creación escultórica, de la que dan fe varias piezas colocadas en San Sebastián y Tolosa.
En 2018 se publicó el libro Euskal grafia. Se trata de una recopilación de trabajos en los que presta atención al arte primitivo vasco para contribuir con una variada iconografía, geometrías y diseños. Además mostrar por primera vez al público un abecedario tipográfico que diseñó en 1975, basándose en letras sueltas que encontraba en diversas estelas funerarias vascas.  
Falleció en el año 2021.

## Premios y reconocimientos
Medalla de Oro de Dibujo en el Certamen Provincial de Arte Joven (San Sebastián) y Segundo Premio de Pintura en el mismo certamen en los años 1961 y 1962;
En 1968 obtuvo Medalla de Oro en el Certamen de Pintura Mural de Zarauz y en el Certamen Provincial de Arte, II Premio en el Certamen Vasco de Paisaje de Irún (Gipuzkoa) y III Premio en el Certamen de Pintura y Escultura de Villafranca de Ordizia (Guipúzcoa);
En 1969, Accésit en el Concurso Estatal de Carteles del Día Internacional Teatro UNESCO-Madrid, y en 1976, I Premio en el Concurso de Carteles "Fiestas Cincuentenarias Vascas" de Fuenterrabía (Guipúzcoa)